# Deutscher Verband für Projektmanagement in der Bau- und Immobilienwirtschaft
Der Deutsche Verband für Projektmanagement in der Bau- und Immobilienwirtschaft e. V. (DVP) ist ein Berufsverband für Projektmanagement mit Sitz in Berlin.
Der Verein wurde 1984 von einer Gruppe von Fachleuten der Projektsteuerung im Bauwesen mit der Zielsetzung gegründet, das Fachwissen auf diesem Gebiet zu erweitern und qualitativ zu verbessern, die Ergebnisse der interessierten Fachwelt zugänglich zu machen und durch die Mitglieder das Zusammenwirken der Projektbeteiligten am Bau positiv zu fördern. Zu den Gründern gehört Claus Jürgen Diederichs. Er war 1. Vorsitzender des DVP von 1990 bis 2004 und bekam 2005 den Titel des Ehrenvorsitzenden verliehen.

## Aus- und Weiterbildung
Der Verein bietet ein Zertifizierungsprogramm für das Projektmanagement in der Bau- und Immobilienwirtschaft mit vier Zertifizierungsstufen an.
Die Zertifizierungsstufen sind:
- DVPzert Projektassistent in der Bau- und Immobilienwirtschaft
- DVPzert Projektsteuerer in der Bau- und Immobilienwirtschaft
- DVPzert Projektmanager Professional in der Bau- und Immobilienwirtschaft
- DVPzert Senior Projektmanager in der Bau- und Immobilienwirtschaft

Seit 2017 bietet der DVP außerdem eine Zertifizierung zum DVPzert Projektmanager BIM an.

## DVP-Tagungen
Der Verein veranstaltet seit 1985 halbjährlich Tagungen und Kongresse zu Themen des Projektmanagements in der Bau und Immobilienwirtschaft.

## DVP-Förderpreis (bis 2019)
Der DVP-Förderpreis wurde für aktuelle Arbeiten zu den Themen Projektentwicklung und Projektmanagement jährlich ausgelobt. Die Themen der Arbeiten sollten innovativ und wirtschaftlich relevant sein. Die Ergebnisse der wissenschaftlichen Arbeiten müssen praxisrelevant und in Unternehmen bzw. Organisationen implementierbar sein. Ein wirtschaftlicher Nutzen ist als Zielsetzung erstrebenswert. Die Preisverleihung fand auf der DVP-Tagung statt. Der Preis wurde 2019 zum letzten Mal verliehen.

## Publikationen
Bis 2016 unterhielt der DVP einen eigenen Verlag in dem Ergebnisse der Fachgremien sowie Dissertationen und andere Publikationen zum Bauprojektmanagement veröffentlicht wurden. Seit 2017 erscheinen die Publikationen des DVP im Springer Verlag.